# Federació de Gremis d'Editors d'Espanya
La Federació de Gremis d'Editors d'Espanya (FGEE), oficialment Federación de Gremios de Editores de España, és una associació privada creada el 1978 i amb seu a Madrid, que té per objectiu la representació i defensa del sector editorial d'Espanya. Promou la participació d'editors espanyols en fires internacionals del llibre o l'edició i la difusió de material promocional de les editoriales i els llibres.
Actualment la FGEE agrupa a les següents edicions: Asociación de Editores de Andalucía, Gremio de Editores de Castilla y León, Gremi d'Editors de Catalunya, Gremio de Editores de Euskadi, Asociación Galega de Editores, Asociación de Editores de Madrid, Associació d'Editors del País Valencià, Associació d'Editors en Llengua Catalana (AELLC), i l'Asociación Nacional de Editores de Libros de Texto y Material de Enseñanza (ANELE).
Des del gener del 2019 el seu president és el Miguel Barrero Maján.